# Mistrzostwa Świata w Piłce Nożnej 2018 (eliminacje strefy CONCACAF)

## Wstęp
Strefa CONCACAF posiada zapewnione trzy pewne miejsca na Mistrzostwach Świata 2018 i jedno w dodatkowym barażu interkontynentalnym.
Kwalifikacje zostały podzielone na następujące rundy:
- Pierwsza runda: Najsłabsze zespoły strefy według rankingu FIFA (miejsca 22–35, niżej przedstawione zostało, które zespoły zaczynają od jakiej rundy) zostaną podzielone na pary. Każda para rozegra dwumecz i zwycięzca tego dwumeczu awansuje do rundy drugiej.
- Druga runda: Do tej rundy dołączy 7 zwycięzców dwumeczów z rundy pierwszej oraz zespoły z miejsc 9–21. Zostaną podzielone one na 10 par. Analogicznie zostanie rozegrany dwumecz i jego zwycięzca awansuje do rundy trzeciej.
- Trzecia runda: W tej rundzie zagra 10 zwycięzców z rundy poprzedniej oraz zespoły z miejsc 7–8. Zostaną podzielone na 6 par. Rozegrany zostanie dwumecz i jego zwycięzca awansuje do rundy czwartej.
- Czwarta runda: Jest to pierwsza runda, w której zostaną rozegrane rozgrywki grupowe a nie play-off jak do tej pory. Do zespołów z miejsc 1–6 dołączy sześć zwycięzców z rundy trzeciej co daje łączną liczbę 12 zespołów.

Zostaną one podzielone na trzy grupy każda 4 zespołowa (czyli każda drużyna gra 6 meczów). Zwycięzca grupy oraz zespół, który zajął drugie miejsce z każdej z grup awansują do rundy piątej.
- Piąta runda: Sześć zespołów, które zostały w ostatniej rundzie eliminacji zagra w jednej grupie mecze formatem grupowym z rewanżem (każda drużyna gra 10 meczów). Trzy najlepsze zespoły tej grupy awansują bezpośrednio na Mistrzostwa Świata 2018 a czwarty zespół zagra baraż interkontynetalny.

## Rozstawienie
Drużyny zostały rozstawione zgodnie z miejscem w rankingu FIFA z sierpnia 2014.
| Miejsca 1–6 Zespoły zaczynają od czwartej rundy.                                       | Miejsca 7–8 Zespoły zaczynają od trzeciej rundy. | Miejsce 9–21 Zespoły zaczynają od drugiej rundy. | Miejsca 22–35 Zespoły zaczynają od pierwszej rundy. |
| -------------------------------------------------------------------------------------- | ------------------------------------------------ | --- | --- |
| 1. Kostaryka 2. Meksyk 3. Stany Zjednoczone 4. Honduras 5. Panama 6. Trynidad i Tobago | 1. Jamajka 2. Haiti                              | 1. Kanada 2. Kuba 3. Aruba 4. Dominikana 5. Salwador 6. Surinam 7. Gwatemala 8. Saint Vincent i Grenadyny 9. Saint Lucia 10. Grenada 11. Antigua i Barbuda 12. Portoryko 13. Gujana | 1. Saint Kitts i Nevis 2. Belize 3. Montserrat 4. Dominika 5. Barbados 6. Bermudy 7. Nikaragua 8. Turks i Caicos 9. Curaçao 10. Wyspy Dziewicze Stanów Zjednoczonych 11. Bahamy 12. Kajmany 13. Brytyjskie Wyspy Dziewicze 14. Anguilla |

## Terminarz
| Runda          | Faza           | Termin                   |
| -------------- | -------------- | ------------------------ |
| Pierwsza runda | Pierwsze mecze | 23 marca–1 kwietnia 2015 |
| Pierwsza runda | Rewanże        | 23 marca–1 kwietnia 2015 |
| Druga runda    | Pierwsze mecze | 10–17 czerwca 2015       |
| Druga runda    | Rewanże        | 10–17 czerwca 2015       |
| Trzecia runda  | Pierwsze mecze | 4–9 września 2015        |
| Trzecia runda  | Rewanże        | 4–9 września 2015        |

| Runda         | Nr kolejki | Termin                      |
| ------------- | ---------- | --------------------------- |
| Czwarta runda | 1.         | 9–17 listopada 2015         |
| Czwarta runda | 2.         | 9–17 listopada 2015         |
| Czwarta runda | 3.         | 21–29 marca 2016            |
| Czwarta runda | 4.         | 21–29 marca 2016            |
| Czwarta runda | 5.         | 29 sierpnia–6 września 2016 |
| Czwarta runda | 6.         | 29 sierpnia–6 września 2016 |
| Piąta runda   | 1.         | 7–15 listopada 2016         |
| Piąta runda   | 2.         | 7–15 listopada 2016         |
| Piąta runda   | 3.         | 20–28 marca 2017            |
| Piąta runda   | 4.         | 20–28 marca 2017            |
| Piąta runda   | 5.         | 5–13 czerwca 2017           |
| Piąta runda   | 6.         | 5–13 czerwca 2017           |
| Piąta runda   | 7.         | 28 sierpnia–5 września 2017 |
| Piąta runda   | 8.         | 28 sierpnia–5 września 2017 |
| Piąta runda   | 9.         | 2–10 października 2017      |
| Piąta runda   | 10.        | 2–10 października 2017      |

## Pierwsza runda
W tej rundzie wzięło udział 14 najniżej notowanych drużyn ze strefy CONCACAF według rankingu FIFA.
Zwycięzcy dwumeczu awansowali do kolejnej rundy.

### Losowanie
Losowanie par pierwszej rundy eliminacji odbyło się 15 stycznia 2015 roku w Miami. Przed losowaniem CONCACAF dokonało podziału drużyn na koszyk A i koszyk B zgodnie z miejscami w ostatnim rankingu FIFA. Gospodarza pierwszego meczu także wyłoniło losowanie.
| Koszyk A | Koszyk B |
| --- | --- |
| 1. Saint Kitts i Nevis (159) 2. Belize (162) 3. Montserrat (165) 4. Dominika (168) 5. Barbados (169) 6. Bermudy (173) 7. Nikaragua (175) | 1. Turks i Caicos (181) 2. Curaçao (182) 3. Wyspy Dziewicze Stanów Zjednoczonych (191) 4. Bahamy (193) 5. Kajmany (197) 6. Brytyjskie Wyspy Dziewicze (201) 7. Anguilla (207) |

### Mecze
| 26 marca 2015 00:30 CET | Bahamy | 0:5(0:3)Raport | Bermudy · 4' Leverock · 14' (k) Wells · 29' Lewis · 57', 70' Donawa | Thomas Robinson Stadium, Nassau Widzów: 3500 Sędzia: Armando Villarreal |
|                         |        |                |                                                                     |                                                                         |

| 29 marca 2015 21:00 CEST | Bermudy · Wells 79', 87' · Burgess 81' | 3:0(0:0)Raport | Bahamy | Stadion Narodowy, Hamilton Widzów: 4370 Sędzia: Ricardo Montero |
|                          |                                        |                |        |                                                                 |

- Bermudy wygrały w dwumeczu 8–0 i awansowały do drugiej rundy.

| 27 marca 2015 00:00 CET | Brytyjskie Wyspy Dziewicze · E. Moss 42' · Johnson 52' | 2:3(1:1)Raport | Dominika · 45+1' Elizee · 65' M. Joseph · 80' Peltier | Windsor Park, Roseau (Dominika) Widzów: 1169 Sędzia: Karl Tyrell |
|                         |                                                        |                |                                                       |                                                                  |

| 29 marca 2015 23:00 CEST | Dominika | 0:0(0:0)Raport | Brytyjskie Wyspy Dziewicze | Windsor Park, Roseau Widzów: 2661 Sędzia: Fernando Guerrero |
|                          |          |                |                            |                                                             |

- Dominika wygrała w dwumeczu 3–2 i awansowała do drugiej rundy.

| 23 marca 2015 00:00 CET | Barbados | 0:1(0:1)Raport | Wyspy Dziewicze Stanów Zjednoczonych · 16' Browne | Stadion Narodowy, Bridgetown Widzów: 2300 Sędzia: Kimbell Ward |
|                         |          |                |                                                   |                                                                |

| 26 marca 2015 20:30 CET | Wyspy Dziewicze Stanów Zjednoczonych | 0:4(0:2)Raport | Barbados · 4' Sargeant · 25' Jam. Chandler · 76' Harte · 90' Jab. Chandler | Addelita Cancryn Junior High School Ground, Charlotte Amalie Widzów: 410 Sędzia: Kevin Morrison |
|                         |                                      |                |                                                                            |                                                                                                 |

- Barbados wygrał w dwumeczu 4-1 i awansował do drugiej rundy.

| 24 marca 2015 01:00 CET | Saint Kitts i Nevis · Harris 18' · T. Leader 43' · O. Mitchum 45+3', 90' · Hanley 68' · O’Loughlin 86' | 6:2(3:1)Raport | Turks i Caicos · 22' Forbes · 74' (sam.) T. Leader | Warner Park Sporting Complex, Basseterre Widzów: 2000 Sędzia: Sherwin Moore |
|                         | |                |                                                    |                                                                             |

| 27 marca 2015 00:00 CET | Turks i Caicos · Calixte 5' (k), 14' (k) | 2:6(2:3)Raport | Saint Kitts i Nevis · 7', 29' J. Leader · 33' (k), 55', 60' Panayiotou · 73' Robbins | TCIFA National Academy, Providenciales Widzów: 420 Sędzia: Elmer Bonilla |
|                         |                                          |                |                                                                                      |                                                                          |

- Saint Kitts i Nevis wygrał w dwumeczu 12-4 i awansował do drugiej rundy.

| 24 marca 2015 01:00 CET | Nikaragua · Galeano 12' · Copete 25', 39' · Barrera 37' · Lazo 63' | 5:0(4:0)Raport | Anguilla | Stadion Narodowy Dennis Martínez, Managua Widzów: 4214 Sędzia: Jafeth Perea |
|                         |                                                                    |                |          |                                                                             |

| 29 marca 2015 23:00 CEST | Anguilla | 0:3(0:2)Raport | Nikaragua · 22', 67' Leguías · 45+1' Barrera | Webster Park, The Valley Widzów: 1200 Sędzia: Oscar Moncada |
|                          |          |                |                                              |                                                             |

- Nikaragua wygrała w dwumeczu 8–0 i awansowała do drugiej rundy.

| 26 marca 2015 03:00 CET | Belize | 0:0(0:0)Raport | Kajmany | FFB Field, Belmopan Widzów: 1924 Sędzia: Oscar Reyna |
|                         |        |                |         |                                                      |

| 30 marca 2015 02:00 CEST | Kajmany · M. Ebanks 5' | 1:1(1:1)Raport | Belize · 20' Kuylen | Truman Bodden Sports Complex, George Town Widzów: 1800 Sędzia: Yadel Martinez |
|                          |                        |                |                     |                                                                               |

- Belize zremisowało w dwumeczu 1-1 ale dzięki bramkom na wyjeździe awansowało do drugiej rundy.

| 28 marca 2015 01:00 CET | Curaçao · Merencia 8' · Zschusschen 39' (k) | 2:1(2:1)Raport | Montserrat · 24' Taylor | Stadion Ergilio Hato, Willemstad Widzów: 9000 Sędzia: Oscar Davilla |
|                         |                                             |                |                         |                                                                     |

| 1 kwietnia 2015 00:30 CEST | Montserrat · Willer 65' · Woods-Garness 83' | 2:2(0:1)Raport | Curaçao · 41' Lachman · 89' Vicento | Blakes Estate Stadium, Montserrat Widzów: 500 Sędzia: Rodphin Harris |
|                            |                                             |                |                                     |                                                                      |

- Curaçao wygrało w dwumeczu 4–3 i awansowało do drugiej rundy.

## Druga runda
W tej rundzie wezmą udział zespoły z miejsc 9–21 i 7 zwycięzców z meczów pierwszej rundy.
Do trzeciej rundy awansują tylko zwycięzcy.
| Koszyk 1 | Koszyk 2 |
| --- | --- |
| 1. Saint Vincent i Grenadyny (134) 2. Saint Lucia (138) 3. Grenada (142)                                               | 1. Antigua i Barbuda (149) 2. Gujana (153) 3. Portoryko (155)                                                                         |
| Koszyk 3 | Koszyk 4 |
| 1. Kanada (122) 2. Kuba (124) 3. Aruba (124) 4. Dominikana (126) 5. Salwador (127) 6. Surinam (131) 7. Gwatemala (134) | 1. Saint Kitts i Nevis (159) 2. Belize (162) 3. Dominika (168) 4. Barbados (169) 5. Bermudy (173) 6. Nikaragua (175) 7. Curaçao (182) |

### Mecze
| 10 czerwca 2015 21:30 CEST | Saint Vincent i Grenadyny · Stewart 51' · Slater 84' | 2:2(0:1)Raport | Gujana · 27' Beresford · 77' Shakes | Arnos Vale Stadium, Kingstown Widzów: 2500 Sędzia: Wilson Da Costa |
|                            |                                                      |                |                                     |                                                                    |

| 15 czerwca 2015 01:00 CEST | Gujana · Welshman 40', 77' · Danns 50' (k), 87' | 4:4(1:2)Raport | Saint Vincent i Grenadyny · 16' M. Samuel · 41', 58' Slater · 67' Anderson | Providence Stadium, Georgetown Widzów: 5000 Sędzia: Valdin Legister |
|                            |                                                 |                |                                                                            |                                                                     |

- Saint Vincent i Grenadyny zremisowały w dwumeczu 6-6, ale dzięki bramkom na wyjeździe awansowały do trzeciej rundy.

| 11 czerwca 2015 01:00 CEST | Antigua i Barbuda · Harriette 21' | 1:3(1:1)Raport | Saint Lucia · 26' Paul · 61' Henry · 90+1' Greenidge | Sir Vivian Richards Stadium, Saint John’s Widzów: 1800 Sędzia: Kimbell Ward |
|                            |                                   |                |                                                      |                                                                             |

| 15 czerwca 2015 01:00 CEST | Saint Lucia · Frederick 81' (k) | 1:4(0:0)Raport | Antigua i Barbuda · 72', 90+3' Parker · 85' Harriette · 90+5' Tumwa | Sir Vivian Richards Stadium, Antigua (Antigua i Barbuda) Widzów: 700 Sędzia: Dave Gantar |
|                            |                                 |                |                                                                     |                                                                                          |

- Antigua i Barbuda wygrała w dwumeczu 5-4 i awansowała do trzeciej rundy.

| 13 czerwca 2015 02:00 CEST | Portoryko · Bozkurt 16' | 1:0(1:0)Raport | Grenada | Juan Ramón Loubriel Stadium, Bayamón Widzów: 6890 Sędzia: Christopher Reid |
|                            |                         |                |         |                                                                            |

| 16 czerwca 2015 21:30 CEST | Grenada · Morales 34' (sam.) · Charles 80' | 2:0(1:0)Raport | Portoryko | Queen’s Park, Saint George’s Widzów: 5000 Sędzia: Adrian Skeete |
|                            |                                            |                |           |                                                                 |

- Grenada wygrała w dwumeczu 2-1 i awansowała do trzeciej rundy.

| 12 czerwca 2015 01:00 CEST | Dominika | 0:2(0:1)Raport | Kanada · 5' Larin · 64' (k) Teibert | Windsor Park, Roseau Widzów: 5084 Sędzia: Jeffrey Solís |
|                            |          |                |                                     |                                                         |

| 17 czerwca 2015 01:30 CEST | Kanada · Akindele 4' · Larin 41' · Ricketts 52', 78' | 4:0(2:0)Raport | Dominika | BMO Field, Toronto Widzów: 9749 Sędzia: Gianni Ascani |
|                            |                                                      |                |          |                                                       |

- Kanada wygrała w dwumeczu 6-0 i awansowała do trzeciej rundy.

| 11 czerwca 2015 22:00 CEST | Dominikana · Lombardi 71' | 1:2(0:1)Raport | Belize · 13' (k) McCaulay | Estadio Olímpico Félix Sánchez, Santo Domingo Widzów: 1500 Sędzia: Mario Escobar |
|                            |                           |                |                           |                                                                                  |

| 15 czerwca 2015 00:00 CEST | Belize · Roches 17' · Kuylen 38' · McCaulay 77' | 3:0(2:0)Raport | Dominikana | FFB Field, Belmopan Widzów: 1634 Sędzia: Sherwin Moore |
|                            |                                                 |                |            |                                                        |

- Belize wygrało w dwumeczu 5-1 i awansowało do trzeciej rundy.

| 13 czerwca 2015 04:00 CEST | Gwatemala | 0:0(0:0)Raport | Bermudy | Estadio Mateo Flores, Gwatemala Widzów: 5279 Sędzia: Yadel Martínez |
|                            |           |                |         |                                                                     |

| 16 czerwca 2015 01:30 CEST | Bermudy | 0:1(0:1)Raport | Gwatemala · Cincotta 27' | Stadion Narodowy, Hamilton Widzów: 3747 Sędzia: Luis Enrique Santander Aguirre |
|                            |         |                |                          |                                                                                |

- Gwatemala wygrała w dwumeczu 1-0 i awansowała do trzeciej rundy.

| 11 czerwca 2015 02:00 CEST | Aruba | 0:2(0:2)Raport | Barbados · 17', 29' Boyce | Trinidad Stadium, Oranjestad Widzów: 2700 Sędzia: Edvin Jurisevic |
|                            |       |                |                           |                                                                   |

| 15 czerwca 2015 01:30 CEST | Barbados · Holligan 79' | 0:3 (walkower)Raport | Aruba | Usain Bolt Sports Complex, Bridgetown Sędzia: Marlon Alfonso Mejia |
|                            |                         |                      |       |                                                                    |

- Aruba wygrała w dwumeczu 3-2 i awansowała do trzeciej rundy.

| 12 czerwca 2015 02:00 CEST | Saint Kitts i Nevis · O. Mitchum 68' · Sawyers 71' | 2:2(0:1)Raport | Salwador · 41' Herrera · 87' Bonilla | Warner Park, Basseterre Widzów: 3100 Sędzia: Mathieu Bourdeau |
|                            |                                                    |                |                                      |                                                               |

| 17 czerwca 2015 03:00 CEST | Salwador · Cerén 3' · Bonilla 52', 80' · Alvarez 62' (k) | 4:1(1:0)Raport | Saint Kitts i Nevis · Harris 69' | Estadio Cuscatlán, San Salvador Widzów: 9830 Sędzia: Oscar Davilla |
|                            |                                                          |                |                                  |                                                                    |

- Salwador wygrał w dwumeczu 6-3 i awansował do trzeciej rundy.

| 11 czerwca 2015 02:00 CEST | Curaçao | 0:0(0:0)Raport | Kuba | Ergilio Hato Stadium, Willemstad Widzów: 10 000 Sędzia: Oscar Moncada |
|                            |         |                |      |                                                                       |

| 14 czerwca 2015 22:00 CEST | Kuba · Márquez 5' | 1:1(1:1)Raport | Curaçao · 16' Merencia | Estadio Pedro Marrero, Hawana Widzów: 2500 Sędzia: Jafeth Perea |
|                            |                   |                |                        |                                                                 |

- Curaçao zremisowało w dwumeczu 1-1, ale dzięki bramkom na wyjeździe awansowało do trzeciej rundy.

| 8 czerwca 2015 02:00 CEST | Nikaragua · Chavarría 44' | 1:0(1:0)Raport | Surinam | Stadion Narodowy Dennis Martínez, Managua Widzów: 8010 Sędzia: Javier Santos |
|                           |                           |                |         |                                                                              |

| 16 czerwca 2015 21:30 CEST | Surinam · Fer 3' | 1:3(1:1)Raport | Nikaragua · Leguías 27' · Rosas 51' · Chavarría 90+3' | André Kamperveen Stadion, Paramaribo Widzów: 3500 Sędzia: Leon Clarke |
|                            |                  |                |                                                       |                                                                       |

- Nikaragua wygrała w dwumeczu 4-1 i awansowała do trzeciej rundy.

## Trzecia runda
W tej rundzie wezmą udział zespoły z miejsc 7–8 i 10 zwycięzców z meczów drugiej rundy.
Do czwartej rundy awansują tylko zwycięzcy.
| Koszyk 1 | Koszyk 2 |
| --- | --- |
| 1. Jamajka (76) 2. Haiti (79) 3. Salwador (88) 4. Kanada (103) 5. Gwatemala (105) 6. Antigua i Barbuda (107) | 1. Saint Vincent i Grenadyny (115) 2. Belize (118) 3. Aruba (135) 4. Nikaragua (143) 5. Curaçao (149) 6. Grenada (160) |

### Mecze
| 5 września 2015 01:05 CEST | Curaçao | 0:1(0:1)Raport | Salwador · 12' Larín | Ergilio Hato Stadium, Willemstad Widzów: 6000 Sędzia: Valdin Legister |
|                            |         |                |                      |                                                                       |

| 9 września 2015 03:35 CEST | Salwador · Barrios 8' | 1:0(1:0)Raport | Curaçao | Estadio Cuscatlán, San Salvador Widzów: 27 884 Sędzia: Ricardo Montero |
|                            |                       |                |         |                                                                        |

- Salwador wygrał w dwumeczu 2-0 i awansował do czwartej rundy.

| 4 września 2015 22:15 CEST | Grenada · Straker 33' (k) | 1:3(1:2)Raport | Haiti · 27' Maurice · 39' Jérôme · 55' Nazon | National Stadium, Saint George’s Widzów: 5100 Sędzia: Héctor Rodríguez |
|                            |                           |                |                                              |                                                                        |

| 9 września 2015 02:00 CEST | Haiti · Guerrier 26' · Nazon 37' · Belfort 49' | 3:0(2:0)Raport | Grenada | Stade Sylvio Cator, Port-au-Prince Widzów: 13 764 Sędzia: David Gantar |
|                            |                                                |                |         |                                                                        |

- Haiti wygrała w dwumeczu 6-1 i awansowało do czwartej rundy.

| 4 września 2015 21:30 CEST | Saint Vincent i Grenadyny · Slater 50' · Anderson 89' (k) | 2:0(0:0)Raport | Aruba | Arnos Vale Stadium, Kingstown Widzów: 4100 Sędzia: Rodphin Harris |
|                            |                                                           |                |       |                                                                   |

| 9 września 2015 02:00 CEST | Aruba · Danso 4', 50' | 2:1(1:0)Raport | Saint Vincent i Grenadyny · 84' Slater | Trinidad Stadium, Oranjestad Widzów: 950 Sędzia: Jose Penaloza |
|                            |                       |                |                                        |                                                                |

- Saint Vincent i Grenadyny wygrały w dwumeczu 3-2 i awansowały do czwartej rundy.

| 5 września 2015 01:30 CEST | Kanada · Ricketts 25', 65' · Hutchinson 90+1' | 3:0(1:0)Raport | Belize | BMO Field, Toronto Widzów: 10 400 Sędzia: John Pitti |
|                            |                                               |                |        |                                                      |

| 9 września 2015 03:00 CEST | Belize · McCaulay 26' | 1:1(1:1)Raport | Kanada · 45' Johnson | FFB Field, Belmopan Widzów: 2500 Sędzia: Javier Santos |
|                            |                       |                |                      |                                                        |

- Kanada wygrała w dwumeczu 4-1 i awansowała do czwartej rundy.

| 5 września 2015 03:00 CEST | Jamajka · Mattocks 69' · Mariappa 78' | 2:3(0:2)Raport | Nikaragua · 4' (k) Rosas · 7' Chavarría · 47' Galeano | Independence Park, Kingston Widzów: 18 300 Sędzia: Marlon Mejía |
|                            |                                       |                |                                                       |                                                                 |

| 9 września 2015 03:30 CEST | Nikaragua | 0:2(0:1)Raport | Jamajka · 12' Mattocks · 88' Dawkins | Stadion Narodowy Dennis Martínez, Managua Widzów: 18 000 Sędzia: Oscar Reyna |
|                            |           |                |                                      |                                                                              |

- Jamajka wygrała w dwumeczu 4-3 i awansowała do czwartej rundy.

| 5 września 2015 02:05 CEST | Antigua i Barbuda · Weston 74' (k) | 1:0(0:0)Raport | Gwatemala | Sir Vivian Richards Stadium, Saint John’s Widzów: 7005 Sędzia: Armando Villarreal |
|                            |                                    |                |           |                                                                                   |

| 9 września 2015 04:05 CEST | Gwatemala · Ruiz 63' · D. López 75' | 2:0(0:0)Raport | Antigua i Barbuda | Estadio Mateo Flores, Gwatemala Widzów: 5206 Sędzia: Roberto Garcia Orozco |
|                            |                                     |                |                   |                                                                            |

- Gwatemala wygrała w dwumeczu 2-1 i awansowała do czwartej rundy.

## Czwarta runda
W tej rundzie udział biorą zespoły z miejsc 1-6 i 6 zwycięzców grup z poprzedniej rundy.
Dwa najlepsze zespoły z grupy awansują do rundy finałowej.

### Grupa A
| Lp. | Drużyna  | M | Mecze | Mecze | Mecze | Bramki | Bramki | Bramki | Pkt |
| Lp. | Drużyna  | M | W     | R     | P     | +      | −      | +/−    | Pkt |
| --- | -------- | - | ----- | ----- | ----- | ------ | ------ | ------ | --- |
| 1.  | Meksyk   | 6 | 5     | 1     | 0     | 13     | 1      | +12    | 16  |
| 2.  | Honduras | 6 | 2     | 2     | 2     | 6      | 6      | 0      | 8   |
| 3.  | Kanada   | 6 | 2     | 1     | 3     | 5      | 8      | −3     | 7   |
| 4.  | Salwador | 6 | 0     | 2     | 4     | 4      | 13     | −9     | 2   |

### Grupa B
| Lp. | Drużyna   | M | Mecze | Mecze | Mecze | Bramki | Bramki | Bramki | Pkt |
| Lp. | Drużyna   | M | W     | R     | P     | +      | −      | +/−    | Pkt |
| --- | --------- | - | ----- | ----- | ----- | ------ | ------ | ------ | --- |
| 1.  | Kostaryka | 6 | 5     | 1     | 0     | 11     | 3      | +8     | 16  |
| 2.  | Panama    | 6 | 3     | 1     | 2     | 7      | 5      | +2     | 10  |
| 3.  | Haiti     | 6 | 1     | 1     | 4     | 2      | 4      | −2     | 4   |
| 4.  | Jamajka   | 6 | 1     | 1     | 4     | 2      | 10     | −8     | 4   |

### Grupa C
| Lp. | Drużyna                   | M | Mecze | Mecze | Mecze | Bramki | Bramki | Bramki | Pkt |
| Lp. | Drużyna                   | M | W     | R     | P     | +      | −      | +/−    | Pkt |
| --- | ------------------------- | - | ----- | ----- | ----- | ------ | ------ | ------ | --- |
| 1.  | Stany Zjednoczone         | 6 | 4     | 1     | 1     | 20     | 3      | +17    | 13  |
| 2.  | Trynidad i Tobago         | 6 | 3     | 2     | 1     | 13     | 9      | +4     | 11  |
| 3.  | Gwatemala                 | 6 | 3     | 1     | 2     | 18     | 11     | +7     | 10  |
| 4.  | Saint Vincent i Grenadyny | 6 | 0     | 0     | 6     | 6      | 34     | −28    | 0   |

## Piąta runda (finałowa)
W tej rundzie udział biorą zespoły które zajęły miejsca premiowane awansem w czwartej rundzie. Trzy pierwsze zespoły mają pewny awans do MŚ 2018 w Rosji, a czwarty weźmie udział w barażu interkontynentalnym.
| Lp. | Drużyna           | M  | Mecze | Mecze | Mecze | Bramki | Bramki | Bramki | Pkt |
| Lp. | Drużyna           | M  | W     | R     | P     | +      | −      | +/−    | Pkt |
| --- | ----------------- | -- | ----- | ----- | ----- | ------ | ------ | ------ | --- |
| 1.  | Meksyk            | 10 | 6     | 3     | 1     | 16     | 7      | +9     | 21  |
| 2.  | Kostaryka         | 10 | 4     | 4     | 2     | 14     | 8      | +6     | 16  |
| 3.  | Panama            | 10 | 3     | 4     | 3     | 9      | 10     | −1     | 13  |
| 4.  | Honduras          | 10 | 3     | 4     | 3     | 13     | 19     | −6     | 13  |
| 5.  | Stany Zjednoczone | 10 | 3     | 3     | 4     | 16     | 13     | +3     | 12  |
| 6.  | Trynidad i Tobago | 10 | 2     | 0     | 8     | 7      | 18     | −11    | 6   |

## Strzelcy
319 bramek w 112 meczach.
9 goli
- Carlos Ruiz

8 goli
- Jozy Altidore

7 goli
- Christian Pulisic

6 goli
- Romell Quioto

5 goli
- Oalex Anderson
- Tevin Slater
- Nelson Bonilla
- Clint Dempsey
- Bobby Wood
- Joevin Jones

4 gole
- Deon McCaulay
- Cyle Larin
- Tosaint Ricketts
- Alberth Elis
- Christian Bolaños
- Marco Ureña
- Hirving Lozano

3 gole
- Nahki Wells
- Duckens Nazon
- Bryan Ruiz
- Johan Venegas
- Jesús Manuel Corona
- Javier Hernández
- Carlos Vela
- Carlos Chavarría
- Raúl Leguías
- Gabriel Torres
- Orlando Mitchum
- Harry Panayiotou
- Kevin Molino

2 gole
- Tevaughn Harriette
- Josh Parker
- Erixon Danso
- Emmerson Boyce
- Elroy Kuylen
- Justin Donawa
- Papito Merencia
- Neil Danns
- Emery Welshman
- Stefano Cincotta
- Dennis López
- Rafael Morales
- Gerson Tinoco
- Eddie Hernández
- Anthony Lozano
- Darren Mattocks
- Joel Campbell
- Rónald Matarrita
- Kendall Waston
- Andrés Guardado
- Héctor Herrera
- Raúl Jiménez
- Juan Barrera
- Luis Copete
- Luis Galeano
- Manuel Rosas
- Abdiel Arroyo
- Luis Tejada
- Román Torres
- Atiba Harris
- Josh Leader
- Myron Samuel
- Alexander Larín
- Michael Bradley
- Geoff Cameron
- Sacha Kljestan
- Trevin Caesar
- Levi Garcia
- Kenwyne Jones
- Widlin Calixte

1 gol
- Aaron Tumwa
- Myles Weston
- Jabarry Chandler
- Jamal Chandler
- Mario Harte
- Hadan Holligan
- Raheim Sargeant
- Harrison Roches
- Tyrell Burgess
- Dante Leverock
- Zeiko Lewis
- Jordan Johnson
- Edward Moss
- Darryl Lachman
- Charlton Vicento
- Felitciano Zschusschen
- Glenworth Elizee
- Mitchell Joseph
- Randolph Peltier
- Geremy Lombardi
- Jamal Charles
- Anthony Straker
- Brandon Beresford
- Ricky Shakes
- Jairo Arreola
- Minor López
- Jean Márquez
- Carlos Mejía
- Kervens Belfort
- Wilde-Donald Guerrier
- Mechack Jérôme
- Kevin Lafrance
- Jean-Eudes Maurice
- Óscar Boniek García
- Emilio Izaguirre
- Alexander López
- Mario Martínez
- Simon Dawkins
- Clayton Donaldson
- Adrian Mariappa
- Je-Vaughn Watson
- Mark Ebanks
- Tesho Akindele
- David Edgar
- Atiba Hutchinson
- Manjrekar James
- Will Johnson
- Nikolas Ledgerwood
- Russell Teibert
- Johnny Acosta
- Randall Azofeifa
- Celso Borges
- Francisco Calvo
- Cristian Gamboa
- Michel Márquez
- Oswaldo Alanís
- Néstor Araujo
- Jürgen Damm
- Miguel Layún
- Rafael Márquez
- Héctor Moreno
- Oribe Peralta
- Diego Reyes
- Ángel Sepúlveda
- Lyle Taylor
- Jamal Willer
- Bradley Woods-Garness
- Norfran Lazo
- Felipe Baloy
- Armando Cooper
- Fidel Escobar
- Gabriel Enrique Gómez
- Blas Pérez
- Deniz Bozkurt
- Tishan Hanley
- Thrizen Leader
- Errol O’Loughlin
- Ryan Robbins
- Romaine Sawyers
- Kurt Frederick
- Troy Greenidge
- David Henry
- Tremain Paul
- Nazir McBurnette
- Shandel Samuel
- Cornelius Stewart
- Arturo Alvarez
- Jonathan Barrios
- Darwin Cerén
- Irvin Herrera
- Pablo Punyed
- Paul Arriola
- Matt Besler
- Fabian Johnson
- Sebastian Lletget
- Gyasi Zardes
- Graham Zusi
- Roxey Fer
- Sheldon Bateau
- Khaleem Hyland
- Alvin Jones
- Shahdon Winchester
- Billy Forbes
- Jamie Browne

Gole samobójcze
- Wes Morgan (dla  Panamy)
- Cristian Gamboa (dla  Meksyku)
- Guillermo Ochoa (dla  Hondurasu)
- Joan Morales (dla  Grenady)
- Thrizen Leader (dla  Turks i Caicos)
- Omar Gonzalez (dla  Trynidadu i Tobago)
- Carlyle Mitchell (dla  Panamy)